# Geranomyia melanocephala
Geranomyia melanocephala är en tvåvingeart som beskrevs av Edwards 1926. Geranomyia melanocephala ingår i släktet Geranomyia och familjen småharkrankar. Inga underarter finns listade i Catalogue of Life.